# カナダの企業一覧
カナダの企業の一覧（かなだのきぎょうのいちらん）は、カナダにおける世界的企業の一覧である。
- イドロ・ケベック　州立水力発電
- ウッドブリッジ社　情報サービス (通信のトムソン・ロイターと全国紙グローブ・アンド・メールを傘下に持つ)
- エアカナダ　航空
- エンカナ　　石油
- カナダロイヤル銀行　金融
- サンコー・エナジー　石油
- サンドマン・ホテル
- シーグラム　　　酒造
- シンクルード　　　石油
- テラス　　電気通信
- トロント・ドミニオン銀行　　　金融
- NomadFactory ソフトウェア
- ノバ・ケミカルズ　　　　化学
- ハスキー・エナジー　　　　石油
- ハドソン湾会社　　　小売
- フェアモント・ラッフルズ・ホテルズ・インターナショナル　ホテル
- フォーシーズンズホテル　ホテル
- ブラックベリー　通信メーカー
- ボンバルディア　重工
- マニュライフ　生命保険
- モルソン・クアーズ　ビール醸造
- ラバット　ビール醸造
- リオ・ティント・アルキャン　アルミメーカー
- VIA鉄道　国営鉄道